# Al Seckel

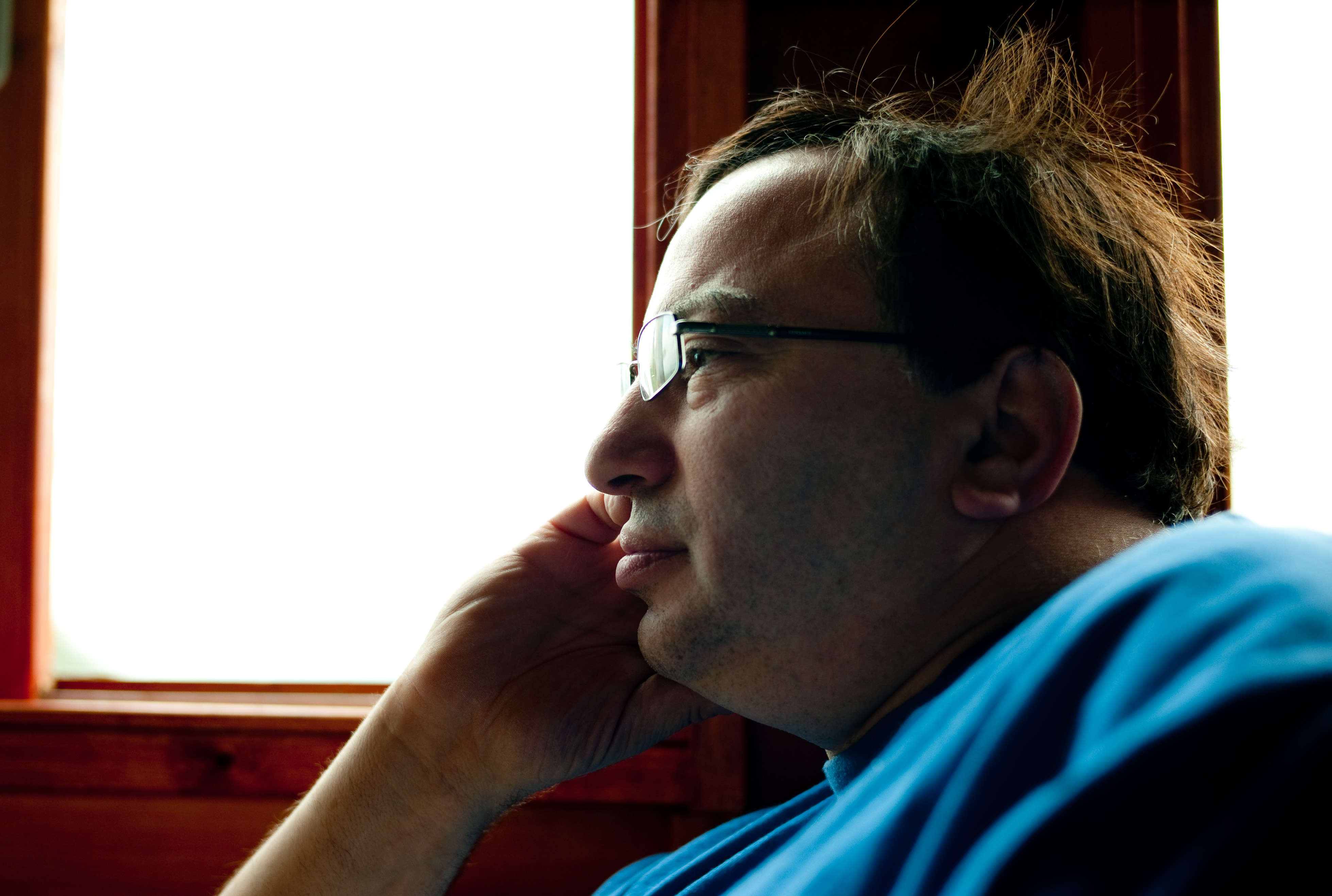
Seckel (2009)

Alfred Paul (Al) Seckel (New York, 3 september 1958 - Frankrijk, 2015) was een Amerikaanse expert in gezichtsbedrog en andere zintuiglijke illusies en hoe deze inherent zijn aan het menselijk bewustzijn. Hij hield zich voornamelijk bezig met experimenten en onderzoek naar neuroanatomische en elektrofysiologische verklaringen daarvoor in het netvlies en de hersenschors.
Seckel schreef een aantal boeken over optische illusies en gaf er ook lezingen over op Amerikaanse universiteiten. Zijn boeken variëren van inhoud tussen 'voornamelijk ter vermaak' tot 'voornamelijk ter educatie'.
Seckel besteedde veel tijd aan het geven van lezingen en was een van de oprichters van de Southern California Skeptics. Verder voerde hij actief protest tegen het lesgeven in creationisme op openbare scholen. Seckel is een van de ontwerpers van de Darwin Vis, een non-religieuze Darwinistische versie van de Ichthus. In 2005 verliet hij Caltech om zich te richten op het schrijven en op eigen onderzoek. Wel heeft Seckel zijn samenwerking met onderzoekers van Harvard voortgezet in het onderzoek naar ruimtelijke beeldspraak. Hij schreef ook voor National Geographic Junior veel artikelen.
Seckel had sinds 1994 leukemie en kreeg later last van zijn hart. Zijn eigen website en de San Gabriel Valley Tribune meldden in september 2015 dat hij op 57-jarige leeftijd in de buurt van zijn huis in Frankrijk was overleden. De precieze sterfdatum is niet bekend.